# Шевії (Во)
Шевії (фр. Chevilly) — громада в Швейцарії в кантоні Во, округ Морж.

## Географія
Громада розташована на відстані близько 85 км на південний захід від Берна, 17 км на північний захід від Лозанни.
Шевії має площу 3,9 км², з яких на 5,5 % дозволяється будівництво (житлове та будівництво доріг), 75,9 % використовуються в сільськогосподарських цілях, 18,3 % зайнято лісами, 0,3 % не є продуктивними (річки, льодовики або гори).

## Демографія
2019 року в громаді мешкало 315 осіб (+28,6 % порівняно з 2010 роком), іноземців було 7,9 %. Густота населення становила 81 осіб/км².
За віковим діапазоном населення розподілялося таким чином: 23,8 % — особи молодші 20 років, 64,1 % — особи у віці 20—64 років, 12,1 % — особи у віці 65 років та старші. Було 132 помешкань (у середньому 2,4 особи в помешканні).